# Pamela Happi
Pamela Happi là một nhân vật truyền hình người Cameroon. Cô được biết đến với The Miss P Show, được tài trợ bởi Orange Cameroon và nhằm mục đích thúc đẩy giới trẻ có sự tự tin và xây dựng sự nghiệp tốt hơn.

## Tiểu sử
Happi là một người gốc Colombia, nhưng không có thông tin nào về lý lịch và ngày sinh của cô được công bố. Một số nguồn tin cho biết cô sinh năm 1989.

## Sự nghiệp
Happi bắt đầu sự nghiệp chuyên nghiệp của mình với tư cách là người dẫn chương trình truyền hình ở Douala, trong một chương trình trò chuyện tên The Miss P Show, ra mắt vào tháng 4 năm 2015 với Orange Cameroon. "Chúng tôi không bị giới hạn trong một bộ các quy tắc. Chúng tôi sẽ thích ứng với nhu cầu của khán giả nhưng DNA của chúng tôi đang cung cấp thông tin và giải trí cho những người thuộc thế hệ của chúng ta (của tôi)", Pamela nói với Camerounweb. Ý tưởng ban đầu của cô là xây dựng sự tự tin của tuổi trẻ để trở thành người khởi đầu thế giới của họ thông qua chương trình trò chuyện của cô. Vào tháng 9 năm 2015, cô đã đến thăm trại trẻ mồ côi God First cùng với đội của mình, bao gồm cả ngôi sao Nigeria Alexx Ekubo, để kết thúc phần 1 của chương trình.
Cô được liệt kê trong số những người dân Colombia từ độ tuổi 15 đến 49 tuổi có ảnh hưởng nhất trong hạng mục Truyền thông bởi Avance Media & COSDEF Group phiên bản 2016. Cô là một trong những người điều hành lễ trao giải Âm nhạc toàn châu Phi (AFRIMA) tại Lagos, Nigeria 2016.

## Giải thưởng và chứng nhận
| Năm  | Giải thưởng                                                          | thể loại              | Người nhận | Kết quả |
| ---- | -------------------------------------------------------------------- | --------------------- | --- | ------- |
| 2016 | Người có ảnh hưởng nhất ở Cameroon bởi (Avance Media & COSDEF Group) | Nữ diễn viên tốt nhất | style="background: #FDD; color: black; vertical-align: middle; text-align: center; " class="no table-no2"\|Đề cử |         |